# Luge aux Jeux olympiques de 2018 - Double
Navigation
Sotchi 2014 Pékin 2022
L'épreuve de luge en double des Jeux olympiques d'hiver de 2018 a lieu le 14 février 2018 au Centre de glisse d'Alpensia à Pyeongchang.

## Médaillés
| Or                                 | Argent                             | Bronze                                |
| Allemagne Tobias Wendl Tobias Arlt | Autriche Peter Penz Georg Fischler | Allemagne Toni Eggert Sascha Benecken |

## Résultats
| Rang                                | Dossard | Athlète                               | Nationalité        | Manche 1 | Rang | Manche 2 | Rang | Total          | Retard    |
| ----------------------------------- | ------- | ------------------------------------- | ------------------ | -------- | ---- | -------- | ---- | -------------- | --------- |
| Médaille d'or, Jeux olympiques      | 3       | Tobias Wendl Tobias Arlt              | Allemagne          | 45 s 820 | 1    | 45 s 877 | 1    | 1 min 31 s 667 | –         |
| Médaille d'argent, Jeux olympiques  | 5       | Peter Penz Georg Fischler             | Autriche           | 45 s 891 | 2    | 45 s 894 | 2    | 1 min 31 s 785 | + 0 s 088 |
| Médaille de bronze, Jeux olympiques | 4       | Toni Eggert Sascha Benecken           | Allemagne          | 45 s 931 | 3    | 46 s 056 | 3    | 1 min 31 s 987 | + 0 s 179 |
| 4                                   | 12      | Thomas Steu Lorenz Koller             | Autriche           | 46 s 172 | 5    | 46 s 112 | 5    | 1 min 32 s 284 | + 0 s 229 |
| 5                                   | 9       | Tristan Walker Justin Snith           | Canada             | 46 s 134 | 4    | 46 s 235 | 6    | 1 min 32 s 369 | + 0 s 235 |
| 6                                   | 2       | Andris Šics Juris Šics                | Lettonie           | 46 s 336 | 9    | 46 s 106 | 4    | 1 min 32 s 442 | + 0 s 358 |
| 7                                   | 11      | Ivan Nagler Fabian Malleier           | Italie             | 46 s 320 | 8    | 46 s 243 | 7    | 1 min 32 s 563 | + 0 s 366 |
| 8                                   | 16      | Justin Krewson Andrew Sherk           | États-Unis         | 46 s 310 | 7    | 46 s 342 | 10   | 1 min 32 s 652 | + 0 s 399 |
| 9                                   | 18      | Park Jin-yong Cho Jung-myung          | Corée du Sud       | 46 s 396 | 10   | 46 s 276 | 8    | 1 min 32 s 672 | + 0 s 440 |
| 10                                  | 8       | Matthew Mortensen Jayson Terdiman     | États-Unis         | 46 s 244 | 6    | 46 s 443 | 13   | 1 min 32 s 687 | + 0 s 465 |
| 11                                  | 1       | Aleksandr Denisyev Vladislav Antonov  | Russie (OAR)       | 46 s 437 | 11   | 46 s 344 | 11   | 1 min 32 s 781 | + 0 s 467 |
| 12                                  | 7       | Wojciech Chmielewski Jakub Kowalewski | Pologne            | 46 s 609 | 13   | 46 s 478 | 14   | 1 min 33 s 087 | + 0 s 525 |
| 13                                  | 14      | Lukáš Brož Antonín Brož               | République tchèque | 46 s 570 | 12   | 46 s 582 | 16   | 1 min 33 s 152 | + 0 s 566 |
| 14                                  | 6       | Oskars Gudramovičs Pēteris Kalniņš    | Lettonie           | 46 s 890 | 17   | 46 s 317 | 9    | 1 min 33 s 207 | + 0 s 601 |
| 15                                  | 15      | Andrei Bogdanov Andrei Medvedev       | Russie (OAR)       | 47 s 106 | 19   | 46 s 402 | 12   | 1 min 33 s 508 | + 0 s 690 |
| 16                                  | 10      | Ludwig Rieder Patrick Rastner         | Italie             | 46 s 709 | 14   | 46 s 567 | 15   | 1 min 33 s 576 | + 0 s 276 |
| 17                                  | 19      | Marek Solčanský Karol Stuchlák        | Slovaquie          | 46 s 780 | 15   | 46 s 811 | 17   | 1 min 33 s 591 | + 0 s 934 |
| 18                                  | 20      | Matěj Kvíčala Jaromír Kudera          | République tchèque | 46 s 818 | 16   | 46 s 910 | 18   | 1 min 33 s 728 | + 1 s 033 |
| 19                                  | 13      | Cosmin Atodiresei Ştefan Musei        | Roumanie           | 47 s 101 | 18   | 47 s 171 | 19   | 1 min 34 s 272 | + 1 s 294 |
| 20                                  | 17      | Oleksandr Obolonchyk Roman Zakharkiv  | Ukraine            | 48 s 316 | 20   | 47 s 401 | 20   | 1 min 35 s 717 | + 1 s 524 |